# Valverde del Camino
Valverde del Camino – miasto w Hiszpanii, w prowincji Huelva, we wspólnocie autonomicznej Andaluzja. Położone nad rzekami Tinto i Odiel.